# La Guerre d'Alan
Ne pas confondre avec la guerre d'Åland.
La Guerre d'Alan est une série de bande dessinée française créée par Emmanuel Guibert d'après les souvenirs d'Alan Ingram Cope. Elle est publiée en trois tomes entre 2000 et 2008 par L'Association dans la collection Ciboulette.
En 2012 sort un album complémentaire, L'Enfance d'Alan, qui reçoit le grand prix de la critique de l'ACBD en 2013.

## Synopsis

### Tome 1
En 1941, Pearl Harbor est bombardé et les États-Unis entrent dans la guerre. Âgé de 18 ans, le jeune californien Alan Ingram Cope est mobilisé. Il commence alors son service militaire à Fort Knox, près de Louisville, dans le Kentucky. Il y suit un entrainement dans la section blindée où il rencontre Lou, jeune mobilisé comme lui avec qui il sympathise. Ils apprennent à conduire des chars de combat. Mais on propose à Alan de suivre une formation de radio, et Lou et lui se séparent. Durant sa formation de radio, il découvre la musique classique, ce qui le marquera toute sa vie. Puis il est affecté comme cannonier sur un "armored car", véhicule semblable à un char mais doté de roues. Ses compagnons d'équipage, Marker, Polski et Kulik, le suivront tout au long du tome 2. Il part pour la France en bateau et débarque au Havre le 19 février 1945, jour de ses vingt ans.

### Tome 2
Alan et ses camarades commencent par être stationnés en Normandie, à Gournay-en-Bray, pendant deux mois. En effet, leurs armes et leurs véhicules ne sont pas arrivés, et l'armée ne sait pas où ils se trouvent. Alan et ses camarades férus de musique classique rencontrent une pianiste française, Monique de la Bruchollerie, qui habite dans la région. En avril, ils reçoivent enfin leur matériel et partent en direction de l'Allemagne. Depuis la tourelle de son armored car, Alan découvre les paysages français, si différents des États-Unis. Ils traversent le Rhin et pénètrent en territoire allemand. Alan et ses camarades essuient quelques coups de feu, mais l'accueil de la population civile est plutôt cordial. Ils continuent à avancer, puis quittent l'Allemagne, entrent en territoire tchèque et arrivent à Pilsen qu'ils reprennent aux Allemands. En effet, le général Patton veut gagner un maximum de terrain sur l'Armée rouge, et ne suit pas les ordres d'Eisenhower. Alan est promu caporal. Ils poursuivent jusqu'à Prague où les Allemands se rendent. Nous sommes le 8 mai 1945, la Seconde Guerre mondiale est terminée. Puis ils se replient devant l'avancée des Soviétiques et retournent à Pilsen, 

### Tome 3
Pour respecter les accords de Yalta, l'unité d'Alan est obligée de quitter la Tchécoslovaquie et de se replier en territoire allemand. Ils sont alors cantonnés à Ratisbonne. Malgré l'interdiction qui est faite aux soldats américains de fréquenter la population locale, Alan se lie d'amitié avec deux jeunes Allemands et leur famille. L'aumônier de leur unité lui propose de devenir son assistant, et il est transféré dans les Alpes, à Bad Wiessee. Il s'essaie au ski et rencontre le pianiste et compositeur Gerhart Münch et son épouse Vera, avec lesquels il nouera une amitié durable. En mars 1946, Alan est démobilisé, mais reste encore 6 mois supplémentaires en Allemagne comme employé civil de l'armée américaine. Il est envoyé à Sonthofen, où trois jeunes Allemands l'initient à la randonnée en montagne. Au bout de ses 6 mois de contrat, il décide de rentrer aux États-Unis pour étudier et se marier. Il souhaite alors devenir pasteur baptiste, et commence des études à l'université de Redlands. Il retrouve aussi Gerhart et Vera Münch, qui ont quitté l'Europe pour les États-Unis. Au bout de quelque temps, Alan se rend compte qu'il a perdu la foi, et qu'il préfère vivre en Europe. Il interrompt ses études et commence à économiser pour pouvoir se payer le voyage vers la France, où il compte se marier avec une jeune Française qu'il a rencontrée en Normandie. Arrivé en France, il vit d'abord à Paris, apprend le français et étudie la céramique. Puis il se marie, devient père de famille et devient traducteur dans une base américaine à Poitiers. Il divorce, se remarie, et part s'installer à Worms, en Allemagne lorsque les bases américaines en France ferment. A la fin de sa carrière, il travaille comme convoyeur de fonds. C'est à cette époque qu'il entreprend un examen critique de sa vie, et arrive à la conclusion suivante: "Je n'avais pas vécu la vie de la personne que je suis. J'avais vécu la vie de la personne qu'on voulait que je sois, c'est différent. Et cette personne-là n'a jamais existé." Il reprend contact avec Gerhart Münch, qui vit maintenant au Mexique, et avec d'autres personnes qu'il a connues pendant sa vie, et lit beaucoup, 

## Publication

### Albums
Dans la collection Ciboulette, L'Association :
- Tome 1, 2000[1] ;
- Tome 2, 2002 ;
- Tome 3, 2008.

Intégrale en langue anglaise :
- Alan's War, First Second Books, 2008.

Intégrale en langue française :
- Monovolume grand format, L'Association, 2009, 4000 ex. ;
- Monovolume, L'Association, 2010 ;
- L'Enfance d'Alan, 2012.

## Citations
« Quand j'ai eu 18 ans, Uncle Sam m'a dit qu'il aimerait bien mettre un uniforme sur mon dos pour aller combattre un gars qui s'appelait Adolf. Ce que j'ai fait ».

## Récompenses
- 2009 :  Italie Prix Micheluzzi de la meilleure série de bande dessinée étrangère
- 2013 : Grand prix de la critique de l'ACBD pour L'Enfance d'Alan
- 2014: Ballon d'or
- 2018: MVP